# Лагоа-Вермелья
Лагоа-Вермелья (порт. Lagoa Vermelha)  —  муниципалитет в Бразилии, входит в штат Риу-Гранди-ду-Сул. Составная часть мезорегиона Северо-восток штата Риу-Гранди-ду-Сул. Входит в экономико-статистический  микрорегион Вакария. Население составляет 28 925 человек на 2006 год. Занимает площадь 1 262,225 км². Плотность населения — 22,9 чел./км².
Праздник города — 10 мая.

## История
Город основан 25 января 1845 года. 

## Статистика
- Валовой внутренний продукт на 2003 составляет 243.983.250,00 реалов (данные: Бразильский институт географии и статистики).
- Валовой внутренний продукт на душу населения на 2003 составляет 8.571,94 реалов (данные: Бразильский институт географии и статистики).
- Индекс развития человеческого потенциала на 2000 составляет 0,755 (данные: Программа развития ООН).

## География
Климат местности: субтропический.